# Justo Sierra Méndez

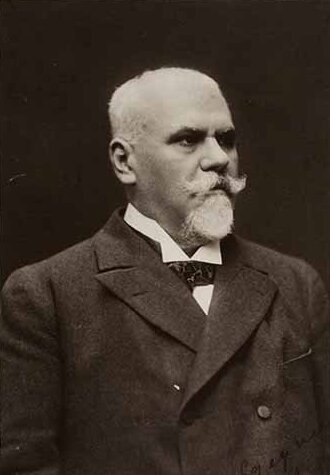
Justo Sierra

Justo Sierra Méndez (Campeche, 26 januari 1848 – Madrid, 13 september 1912) was een Mexicaans journalist, dichter, historicus en politicus. Sierra was Mexico's voornaamste intellectueel in de tweede helft van de negentiende eeuw en gold als informele leider van de científicos, de positivistische adviseurs van president Porfirio Díaz. Hij staat ook wel bekend bij zijn eretitel 'Meester van de Amerika's'.

## Jonge jaren
Sierra was afkomstig uit een aanzienlijke familie van het schiereiland Yucatán. Zijn vader Justo Sierra O'Reilly was een invloedrijk jurist en zijn oom Santiago Méndez was gouverneur van Yucatán geweest. In 1861 verhuisde hij naar Mexico-Stad, het jaar waarin de Franse interventie in Mexico begon. Sierra stond in die oorlog aan de zijde van de Mexicaanse liberalen, en zou die zijn hele carrière trouw blijven. Ignacio Manuel Altamirano introduceerde hem in kringen van de liberale intelligentsia, en in deze tijd publiceerde hij zijn eerste werk, zowel literair als politiek. In 1871 studeerde hij af in de rechtsgeleerdheid.
Tijdens de Revolutie van Tuxtepec van 1876, een rebellie tegen de herverkiezing van president Sebastián Lerdo koos Sierra de zijde van José María Iglesias. Dit bleek echter een verkeerde gok, daar het niet Iglesias maar Porfirio Díaz was die uiteindelijk de macht naar zich toe wist te trekken.

## Politicus en intellectueel
Sierra trok zich terug uit het openbare leven maar keerde twee jaar later terug toen hij met Francisco Cosmes en Telesforo García de krant La Libertad oprichtte, die zeer invloedrijk zou blijken te worden. Sierra, Cosmes en García stonden in La Libertad een 'wetenschappelijke politiek' voor, geïnspireerd door het positivisme van Auguste Comte. Zij stelden dat het klassieke liberalisme in Mexico haar historische taak had voltooid, het verdrijven van de conservatieven, het breken van de macht van de Rooms-Katholieke Kerk en het invoeren van een grondwettelijke regering, maar betoogden dat het nu tijd was het revolutionaire liberalisme achter zich te laten en in plaats daarvan de aandacht te richten op stabiliteit en groei. Sierra verfoeide dan ook elke vorm van revolutionair geweld, en was van mening dat de Mexicaanse politiek zich in een 'Nationale Liberale Partij' diende te verenigen. Sierra hechtte belang aan een 'evolutionaire' ontwikkeling van het land. Hoewel dergelijke ideeën invloedrijk bleken in de dictatuur van Díaz en Sierra altijd een aanhanger van Díaz is geweest, was Sierra wel van mening dat de grote concentratie van macht in Díaz' handen onwenselijk was en uiteindelijk een bedreiging van de stabiliteit vormde, en stelde dat de politieke ontwikkeling van het land niet achter diende te lopen bij de economische. In 1892, Sierra was inmiddels in de Kamer van Afgevaardigden gekozen, deed hij een poging tot het oprichten van de Liberale Unie, die een liberale eenheidspartij zou moeten worden. De Unie vaardigde een beginselverklaring uit en verklaarde haar steun voor de herverkiezing van Díaz, maar de beweging wist geen stand te houden en hield een jaar later op te bestaan.
Sierra werd tevens rechter aan het Hooggerechtshof van de Natie, waarvan hij in 1894 voorzitter werd. Intussen bleef hij boeken, artikelen en essays uitgeven, waarvan Benito Juárez, su obra y su tiempo, een biografie van Benito Juárez, en La evolución social del pueblo mexicano, een evolutionair-positivistische kijk op de Mexicaanse geschiedenis de bekendste zijn.
Sierra zette zich als politicus vooral in voor de verbetering van Mexico's onderwijssysteem. Hij stond een universeel, verplicht, gratis en seculier onderwijssysteem voor, en liet dit ook op het overwegend indiaanse platteland openen. Hij verzette zich hiermee tegen de in regeringskringen populaire sociaal darwinistische opvattingen, waarin geloofd werd dat het onderwijzen van indianen verspilde moeite was. Volgens Sierra was de achterstelling van de indianen niet te wijten aan biologische inferioriteit maar aan een geschiedenis van uitbuiting en discriminatie. Ook toonde hij belangstelling voor de archeologie, en liet hij de precolumbiaanse beschavingen van Mexico bestuderen. Sierra werd in 1905 door Díaz tot minister van openbaar onderwijs en schone kunsten benoemd. In 1910 liet Sierra de Nationale Universiteit van Mexico (UNM), de huidige Nationale Autonome Universiteit van Mexico (UNAM), als vervanger van de eerder gesloten pauselijke universiteit, hetgeen hij in 1881 al had voorgesteld. De opening viel samen met het eeuwfeest van de Mexicaanse onafhankelijkheid. Slechts enkele weken later brak de Mexicaanse Revolutie uit, en in het voorjaar van 1911 zag Díaz zich gedwongen af te treden. De nieuwe president Francisco I. Madero benoemde hem tot ambassadeur in Spanje.

## Dood en eerbetoon
Sierra overleed een jaar later in Madrid. Hij kreeg een uitgebreide begrafenis in Mexico. Sierra was de enige Porfiriaanse intellectueel die ook na de Mexicaanse Revolutie nog graag aangehaald werd; de in 1929 opgerichte Institutioneel Revolutionaire Partij, voortgekomen uit de revolutie, was opgericht om politieke onrust en factionalisme tegen te gaan, en dan ook voor een deel geïnspireerd op Sierra's voorstel voor de Nationale Liberale Partij.
Op zijn honderdste geboortedag werd hij op voorstel van de Universiteit van Havana en de UNAM uitgeroepen tot 'Meester van de Amerika's' (Maestro de las Américas) en plechtig herbegraven in de 'Rotonde van Illustere Mannen' van het Panteón de Dolores. Onder Sierra's nakomelingen bevinden zich de politicus Manuel Sierra, ingenieur en rector van de UNAM Javier Barros Sierra, de historicus Catalina Sierra Casasús, de wetenschapper Manuel Peimbert Sierra en de diplomaat Justo Sierra Casasús.
- Biblioteca Nacional de España: XX1187145
- Bibliothèque nationale de France: cb123345316 (data)
- Catàleg d'autoritats de noms i títols de Catalunya: 981058618125406706
- Gemeinsame Normdatei: 119019558
- International Standard Name Identifier: 0000 0001 2128 2199
- Library of Congress Control Number: n80149121
- Nationale Bibliotheek van Tsjechië: jx20041029011
- Nationale Bibliotheek van Israël: 987007282812705171
- Nederlandse Thesaurus van Auteursnamen: 07080785X
- Istituto Centrale per il Catalogo Unico: UFIV073506
- SNAC: w6vb616d
- Système universitaire de documentation: 032286120
- Virtual International Authority File: 36989647
- WorldCat: E39PBJx4mgQ6g8pD7PxJBPvGpP